# Günbuldu
Günbuldu (kurd. Maya) ist ein Dorf im Landkreis Diyadin der türkischen Provinz Ağrı mit 601 Einwohnern (Stand: Ende 2024). Günbuldu liegt in Ostanatolien auf 2.100 m über dem Meeresspiegel, ca. 13 km südwestlich von Diyadin.
Vor der Umbenennung zu Günbuldu hieß das Dorf Maya, bisweilen auch „Meya“ geschrieben. Dieser Name ist in der Form Maya beim Katasteramt verzeichnet.
Zwischen den Jahren 1985 und 2000 sank die Bevölkerungszahl von 956 auf 876  Einwohner.  2009 lebten in Günbuldu 984 Einwohner.
In der Nähe von Günbuldu gibt es Höhlen, die Zeichen einer früheren christlichen Besiedlung tragen.